# Oxyeleotris aruensis
Oxyeleotris aruensis är en fiskart som först beskrevs av Weber, 1911.  Oxyeleotris aruensis ingår i släktet Oxyeleotris och familjen Eleotridae. Inga underarter finns listade i Catalogue of Life.